# MTV Video Music Awards de 2000
O MTV Video Music Awards de 2000, ocorreu no Radio City Music Hall, em Nova York, nos Estados Unidos, em 7 de setembro de 2000, e premiou os melhores videoclipes lançados entre 12 de junho de 1999 e 9 de junho de 2000. A cerimônia foi apresentada pelos comediantes Marlon Wayans e Shawn Wayans.
A edição de deste ano da premiação é lembrada pelo baixista da banda estadunidense Rage Against the Machine, Tim Commerford, ter escalado uma peça do cenário, e se recusado a descer, depois de sua banda ter perdido o prêmio de Melhor Vídeo de Rock para a banda Limp Bizkit. A cerimônia foi cortada para os comerciais enquanto seguranças removeram Commerford de lá, o qual, mais tarde, foi preso e forçado a passar uma noite na cadeia.
Britney Spears apresentou seu hit "Oops! ... I Did It Again", que viria a se tornar uma das performances mais icônicas e controversas do VMA. No entanto, ela recebeu algumas críticas acerca de seu traje (que possuía a mesma cor que a pele de Spears). A boyband estadunidense *NSYNC apresentou seu hit "Bye Bye Bye". O vocalista do Limp Bizkit, Fred Durst, se juntou à Christina Aguilera no palco como um convidado surpresa durante sua performance de "Come on Over Baby (All I Want Is You)".
Pelo segundo ano consecutivo, o rapper DMX não se apresentou no VMA, conforme programado; como resultado, a performance do rapper Nelly, originalmente programada para ocorrer no pré-show, foi promovida para o evento principal. Outros destaques incluíram Eminem se apresentando em meio a um exército de sósias do "Slim Shady", e uma montagem engraçada, dedicada aos vencedores de VMAs anteriores que não conseguiram repetir seu sucesso anterior.
Esta foi a última participação da cantora Aaliyah à premiação antes de sua morte, um ano depois, em agosto de 2001, em um acidente de avião nas Bahamas. Ela ganhou seus dois e únicos prêmios VMA naquela noite, de Melhor Vídeo Feminino e Melhor Vídeo de um Filme por "Try Again".

## Performances
| Artista                       | Canção                                                                    | Apresentado por                                |
| Pré-show                      | Pré-show                                                                  | Pré-show                                       |
| ----------------------------- | ------------------------------------------------------------------------- | ---------------------------------------------- |
| Papa Roach                    | "Last Resort" Broken Home"                                                | —                                              |
| Premiação                     |                                                                           |                                                |
| Janet Jackson                 | "Doesn't Really Matter"                                                   | Renée Zellweger                                |
| Rage Against the Machine      | "Testify"                                                                 | Bono Larry Mullen, Jr.                         |
| Sisqó Dru Hill                | "Incomplete" "Thong Song"                                                 | Venus Williams Serena Williams                 |
| Britney Spears                | "(I Can't Get No) Satisfaction" Oops!...I Did It Again"                   | Carson Daly Shawn Fanning                      |
| Eminem                        | "The Real Slim Shady" The Way I Am"                                       | Jim Carrey                                     |
| Red Hot Chili Peppers         | "Californication"                                                         | Chris Rock Lance Crouther (como "Pootie Tang") |
| *NSYNC                        | "This I Promise You" Bye, Bye, Bye" It's Gonna Be Me"                     | Aaliyah Ananda Lewis                           |
| Nelly                         | "Country Grammar"                                                         | Mark Wahlberg                                  |
| Christina Aguilera Fred Durst | "Genie in a Bottle" Come on Over Baby (All I Want Is You)" "Livin' It Up" | Chyna Richard Hatch                            |
| Blink-182                     | "All the Small Things"                                                    | Lars Ulrich                                    |

## Vencedores e indicados
| Vídeo do Ano (apresentado por Whitney Houston e Bobby Brown) | Artista Revelação (apresentado por Jakob Dylan e Kate Hudson) |
| --- | --- |
| - Eminem – "The Real Slim Shady" - Blink-182 – "All the Small Things" - D'Angelo – "Untitled (How Does It Feel)" - *NSYNC – "Bye Bye Bye" - Red Hot Chili Peppers – "Californication" | - Macy Gray – "I Try" - Christina Aguilera – "What a Girl Wants" - Papa Roach – "Last Resort" - Pink – "There You Go" - Sisqó – "Thong Song" |
| Melhor Vídeo Masculino (apresentado por Destiny's Child e Wyclef Jean) | Melhor Vídeo Feminino (apresentado por Ricky Martin) |
| - Eminem – "The Real Slim Shady" - D'Angelo – "Untitled (How Does It Feel)" - Kid Rock – "Cowboy" - Ricky Martin – "Shake Your Bon-Bon" - Moby – "Natural Blues" | - Aaliyah – "Try Again" - Christina Aguilera – "What a Girl Wants" - Toni Braxton – "He Wasn't Man Enough" - Macy Gray – "I Try" - Britney Spears – "Oops!...I Did It Again" |
| Melhor Vídeo de Pop (apresentado por LL Cool J e Macy Gray) | Melhor Vídeo de Um Grupo (apresentado por Dr. Dre e Steven Tyler) |
| - 'N Sync – "Bye Bye Bye" - Christina Aguilera – "What a Girl Wants" - Blink-182 – "All the Small Things" - Destiny's Child – "Say My Name" - Britney Spears – "Oops!...I Did It Again" | - Blink-182 – "All the Small Things" - Destiny's Child – "Say My Name" - Foo Fighters – "Learn to Fly" - *NSYNC – "Bye Bye Bye" - Red Hot Chili Peppers – "Californication" |
| Melhor Vídeo de Rock (apresentado por D'Angelo e Jennifer Lopez) | Melhor Vídeo de R&B (apresentado por Sting e Eve) |
| - Limp Bizkit – "Break Stuff" - Creed – "Higher" - Kid Rock – "Cowboy" - Korn – "Falling Away from Me" - Metallica – "I Disappear" - Rage Against the Machine – "Sleep Now in the Fire" | - Destiny's Child – "Say My Name" - Toni Braxton – "He Wasn't Man Enough" - D'Angelo – "Untitled (How Does It Feel)" - Brian McKnight – "Back at One" |
| Melhor Vídeo de Rap (apresentado por Moby e P!nk) | Melhor Vídeo de Hip-Hop (apresentado por Lenny Kravitz e Gisele Bündchen) |
| - Dr. Dre (com part. de Eminem) – "Forgot About Dre" - DMX – "Party Up" - Eminem – "The Real Slim Shady" - Eve (com part. de Faith Evans) – "Love Is Blind" - Jay-Z (com part. de UGK) – "Big Pimpin'" | - Sisqó – "Thong Song" - Lauryn Hill – "Everything Is Everything" - Juvenile – "Back That Thang Up" - Limp Bizkit (com part. de Method Man) – "N 2 Gether Now" - Q-Tip – "Vivrant Thing" |
| Melhor Vídeo de Dance (apresentado por Kid Rock e The Rock) | Melhor Vídeo de Um Filme (apresentado por Kurt Loder e Serena Altschul) |
| - Jennifer Lopez – "Waiting for Tonight" - Ricky Martin – "Shake Your Bon-Bon" - *NSYNC – "Bye Bye Bye" - Sisqó – "Thong Song" - Britney Spears – "(You Drive Me) Crazy | - Aaliyah – "Try Again" (de Romeo Must Die) - Aimee Mann – "Save Me" (from Magnólia) - Metallica – "I Disappear" (de Missão Impossível 2) - R.E.M. – "The Great Beyond" (de Man on the Moon) - Sisqó (com part. de Foxy Brown) – "Thong Song (Remix)" (de Nutty Professor II: The Klumps)                                                                                                 |
| Vídeo Inovador (apresentado por Kurt Loder e Serena Altschul) | Melhor Direção (apresentado por Ben Stiller e Robert De Niro) |
| - Björk – "All Is Full of Love" - Blur – "Coffee & TV" - The Chemical Brothers – "Let Forever Be" - Nine Inch Nails – "Into the Void" - Supergrass – "Pumping on Your Stereo" | - Red Hot Chili Peppers – "Californication" (Diretores: Jonathan Dayton e Valerie Faris) - D'Angelo – "Untitled (How Does It Feel)" (Diretores: Paul Hunter e Dominique Trenier) - Eminem – "The Real Slim Shady" (Diretores: Dr. Dre e Phillip Atwell) - Foo Fighters – "Learn to Fly" (Diretor: Jesse Peretz) - Lauryn Hill – "Everything Is Everything" (Diretor: Sanji)               |
| Melhor Coreografia | Melhor Efeitos Especiais |
| - *NSYNC – "Bye Bye Bye" (Coreógrafo: Darrin Henson) - Aaliyah – "Try Again" (Coreógrafo: Fatima Robinson) - Christina Aguilera – "What a Girl Wants" (Coreógrafo: Tina Landon) - Jennifer Lopez – "Waiting for Tonight" (Coreógrafo: Tina Landon) - Alanis Morissette – "So Pure" (Coreógrafos: Kevin O'Day e Anne White) | - Björk – "All Is Full of Love" (Efeitos Especiais: Glassworks) - Lauryn Hill – "Everything Is Everything" (Efeitos Especiais: Method Studios) - Metallica – "I Disappear" (Efeitos Especiais: Asylum Visual Effects) - Red Hot Chili Peppers – "Californication" (Efeitos Especiais: Pixel Envy) - Supergrass – "Pumping on Your Stereo" (Efeitos Especiais: Jim Henson's Creature Shop) |
| Melhor Direção de Arte | Melhor Edição |
| - Red Hot Chili Peppers – "Californication" (Diretor de Arte: Colin Strause) - Filter – "Take a Picture" (Diretor de Arte: Cara Yoshimoto) - Macy Gray – "Do Something" (Diretor de Arte: Nigel Phelps) - Supergrass – "Pumping on Your Stereo" (Diretor de Arte: Garth Jennings) | - Aimee Mann – "Save Me" (Editor: Dylan Tichenor) - Blaque – "I Do" (Editor: Chris Hafner) - Eminem – "The Real Slim Shady" (Editor: Dan Lebental) - Metallica – "I Disappear" (Editor: Nathan Cox) - R.E.M. – "The Great Beyond" (Editor: Igor Kovalik) |
| Melhor Cinematografia | Escolha do Público (apresentado por Lil' Kim e Vincent Pastore) |
| - Macy Gray – "Do Something" (Diretor de Fotografia: Jeff Cronenweth) - Filter – "Take a Picture" (Diretor de Fotografia: Daniel Pearl) - Madonna – "American Pie" (Diretor de Fotografia: John Mathieson) - Metallica – "I Disappear" (Diretor de Fotografia: David Rudd) - Stone Temple Pilots – "Sour Girl" (Diretor de Fotografia: Martin Coppen) | - *NSYNC – "Bye Bye Bye" - Christina Aguilera – "What a Girl Wants" - Eminem – "The Real Slim Shady" - Sisqó – "Thong Song" - Britney Spears – "Oops!...I Did It Again" |
| Escolha do Público Internacional (Brasil) (apresentado por Toni Braxton e 98°) | Escolha do Público Internacional (Índia - categoria Filme) (apresentado por Toni Braxton e 98°) |
| - O Rappa – "A Minha Alma (A Paz Que Eu Não Quero)" - Capital Inicial – "Eu Vou Estar" - Charlie Brown Jr. – "Confisco" - Engenheiros do Hawaii – "Negro Amor" - Gabriel o Pensador e Lulu Santos – "Astronauta" - Los Hermanos – "Anna Júlia" - Los Hermanos – "Primavera" - Maurício Manieri – "Bem Querer" - Daniela Mercury – "Ilê Pérola Negra" - Natiruts – "O Carcará e a Rosa" - Pato Fu – "Depois" - Penélope – "Holiday" - Raimundos – "A Mais Pedida" - Raimundos – "Me Lambe" - Raimundos – "Pompem" - O Rappa – "Me Deixa" - Rumbora – "Skaô" - Sandy & Junior – "Imortal" - Titãs – "Aluga-se" - Titãs – "Pelados em Santos" | - Udit Narayan e Alka Yagnik – "Kaho Na Pyar Hai" - Asha Bhosle – "Rang De" - Suresh Peters e Mano – "Sailaru" - Kumar Sanu e Kavita Krishnamurthy – "Aankhon Ki Gustakiyan" - Anuradha Sriram, Sujatha, Sonu Nigam e A.R. Rahman – "Ishq Bina" |
| Escolha do Público Internacional (Índia - categoria Pop) (apresentado por Toni Braxton e 98°) | Escolha do Público Internacional (Coreia) (apresentado por Toni Braxton e 98°) |
| - Falguni Pathak – "Maine Payal Hai Chhankai" - Euphoria – "Mai Re" - Instant Karma – "Bahon Mein" - Sonu Nigam – "Tera Milna" - Shaan – "Tanha Dil" | - Clon – "The First Love" - Cho PD – "Fever" - Lee Jung-hyun – "Come" - Lee Soo Young – "I Believe" - S.E.S. – "Love" |
| Escolha do Público Internacional (América Latina - Norte) (apresentado por Toni Braxton e 98°) | Escolha do Público Internacional (América Latina - Sul) (apresentado por Toni Braxton e 98°) |
| - Shakira – "Ojos Así" - Jumbo – "Siento Que" - La Ley – "Aquí" - Mœnia – "Manto Estelar" - Aleks Syntek – "Tú Necesitas" | - Los Fabulosos Cadillacs – "La Vida" - Gustavo Cerati – "Paseo Inmoral" - Illya Kuryaki e the Valderramas – "Coolo" - Shakira – "Ojos Así" - Diego Torres – "Donde Van" |
| Escolha do Público Internacional (Mandarim) (apresentado por Toni Braxton e 98°) | Escolha do Público Internacional (Rússia) (apresentado por Toni Braxton e 98°) |
| - David Tao – "Find Myself" - Cheer Chen – "Still Be Lonely" - Kelly Chen – "Love You Love Me" - Ho Xiang Tin – "The Tears for You" - David Huang – "Love Stopped Since Last Night" - May Lan – "Running Wild" - Faith Yang – "Hold Still" | - Detsl – "Vecherinka" - Chicherina – "Zhara" - Mumiy Troll – "Bez Obmana" |
| Escolha do Público Internacional (Ásia - Sudeste) (apresentado por Toni Braxton e 98°) | Prêmio Michael Jackson Video Vanguard (apresentado por Chris Rock e Lance Crouther (como "Pootie Tang")) |
| - Ahmad Dhani e Andra Ramadhan – "Kuldesak" - Bazoo – "Pee Fa Party" - Jason Lo – "Evening News" - Truefaith – "(Awit Para) Sa Kanya" | Red Hot Chili Peppers |